# Костанайский региональный университет имени Ахмета Байтурсынова
Костанайский региональный университет имени Ахмета Байтурсынова (КРУ) (каз. Ахмет Байтұрсынов атындағы Қостанай Өнірлік университеті  (ҚӨУ) — высшее учебное заведение в г. Костанае, Казахстан.

## Образование университета
Костанайский государственный университет имени Ахмета Байтурсынова образован в августе 1992 года Постановлением Кабинета Министров Республики Казахстан № 662 на базе Кустанайского педагогического института имени 50-летия СССР, имеющего более чем полувековую историю своего развития, когда в сентябре 1939 года был образован Кустанайский двухгодичный учительский институт.  В феврале 2000 года решением Правительства Республики Казахстан к Костанайскому государственному университету присоединён сельскохозяйственный институт. В марте 2004 года из состава университета был выделен Костанайский государственный педагогический институт.

## Руководство университета
В разные годы университет возглавляли:
Зулкарнай Алдамжарович Алдамжар — доктор исторических наук, профессор, академик Академии высшей школы Республики Казахстан. Являлся ректором Костанайского педагогического института, а затем Костанайского государственного университета в 1989—2001 годы. По его инициативе Костанайский педагогический институт был преобразован в Костанайский государственный университет.
Сафар Абдугалиевич Колдыбаев — ректор Костанайского государственного университета в 1994—1995 годы, доктор философских наук, профессор.
Хусаин Хасенович Валиев — доктор технических наук, профессор, академик Международной академии Совета Европы (ЮНЕСКО), действительный член Академии высшей школы Республики Казахстан. Ректор Костанайского государственного университета в 2001—2008 годы. В 2008 году был избран депутатом в Сенат Парламента Республики Казахстан от Костанайской области. 25 ноября 2015 года приказом министра образования вновь назначен ректором Костанайского государственного университета имени Ахмета Байтурсынова.
Аскар Мырзахметович Наметов — доктор ветеринарных наук, профессор. 19 января 2009 года был назначен на должность ректора КГУ имени Байтурсынова. 14 сентября 2015 года был назначен на должность руководителя Национального аграрного научно-образовательного центра.

## Структура университета
Сейчас Костанайский региональный университет имени Ахмета Байтурсынова — один из крупных вузов Казахстана. КРУ является ведущим учебным, научным, методическим и культурным центром Северного региона РК.
В структуре университета — семь факультетов (гуманитарно-социальный, информационных технологий, инженерно-технический, истории и права, экономический, аграрно-биологический, ветеринарии и технологии животноводства, в которых обучается 7000 студентов по 140 образовательным программам, по дневной и заочной формам обучения, на казахском и русском языках.
В штате 36 кафедр университета более 200 человек с учеными степенями и званиями, в том числе 20 докторов наук. Для чтения ряда дисциплин приглашаются видные ученые академических вузов и научно-исследовательских институтов нашей страны, России и дальнего зарубежья.
В распоряжении студентов и преподавателей университета 8 учебных корпусов общей площадью 79 тыс. м² с учебными лабораториями, музеями, мастерскими, тренажерными, спортивными и актовыми залами, пунктами питания, медицинским центром и студенческими общежитиями.